# Vivre pour vivre
Vivre pour vivre és una pel·lícula francesa dirigida per Claude Lelouch estrenada el 1967.

## Argument
Un periodista de televisió aprofita els seus viatges i investigacions perilloses per enganyar la dona que tanmateix estima.

## Repartiment[1]
- Yves Montand: Robert Colomb
- Annie Girardot: Catherine Colomb
- Candice Bergen: Candice
- Michel Parbot: Michel Parbot (no surt als crèdits)
- Anouk Ferjac: Jacqueline
- Uta Taeger: Lucie
- Irène Tunc: Mireille
- Louis Lyonnet: cap dels mercenaris
- Jean Collomb: amo d'hotel
- Jacques Portet: amic de Candice
- Florence Schoeller: Florence (no surt als crèdits)
- Amidou: fotògraf
- Pierre Rosso i els seus acròbates.
- Léon Zitrone: ell mateix
- Maurice Seveno: ell mateix
- Anouk Aimée: Espectadora combat de boxa

## Premis i nominacions
- Premis:
  - Gran Premi del Cinema Francès
  - Globus d'Or a la millor pel·lícula estrangera 1967
- Nominació: Oscar a la millor pel·lícula de parla no anglesa 1968